# Zornia setosa
Zornia setosa är en ärtväxtart som beskrevs av Baker f.. Zornia setosa ingår i släktet Zornia och familjen ärtväxter.

## Underarter
Arten delas in i följande underarter:
- Z. s. obovata
- Z. s. setosa